# Жомарт (мідний рудник)
Жомарт (мідний рудник) – гірничодобувне підприємство в Улитауській області Казахстану, який веде розробку однойменного мідного родовища.
Поклади родовища Жомарт (до 2006-го було відоме як Жаман-Айбат) витягнулись на 14 км та знаходяться на глибинах від 400 до 800 метрів. Як наслідок, їх розробка може вестить лише підземним методом, для чого в центральній частині родовища спорудили розташовані на відстані біля сотні метрів стовбури «Скіпо-клітьовий» та «Вантажний», з’єднані конвеєрними штреками та квершлагами із розташованими на флангах стволами «Вентиляційний 1" та «Вентиляційний 2». Глибина шахт сягає 710 метрів.
Будівництво шахт почали у 1999 році, а введення рудника в експлуатацію припало на 2006-й. Його потужність становить 3,4 млн тон руди на рік, при цьому існують плани будівництва другої черги із доведенням показника до 8 млн тон.
Станом на початок 2022 року балансові запаси Жомарту оцінювались у 102 млн тон руди із середнім вмістом міді 1,72%.
Продукція рудника Жомарт спрямовується на збагачувальні потужності виробничого об’єднання «Жезказганцветмет» за допомогою спорудженої одночасно з ним залізниці. Розробку Жомарту веде корпорація «Казахмис».